# Himeno Garses
Himeno II Garses (šp. Jimeno Garcés) (? – 29. maj 931) bio je kralj Pamplone iz dinastije Himenes u srednjem veku koji je vladao od 925. do svoje smrti.
Njegovi roditelji su bili kralj (knez) Garsija Himenes i njegova druga supruga Dadilda od Pallarsa (Dadildis de Pallars).
Himenov brat je bio kralj Pamplone Sančo Garses I. Sančo i njegova žena Toda Asnares su imali sina, čije je ime bilo Garsija Sančes I.
Prema nekim istoričarima, Himeno je bio regent svom nećaku Garsiji, ali postoji dokumenat iz njegovog vremena u kojem je Himeno opisan kao pravi kralj.
927. godine Himeno je okupio vojsku kako bi pomogao jednom svom rođaku protiv emira Kordobe.

## Brak
Himenova supruga je bila Sanča Asnares, sestra kraljice Tode; deda joj je bio kralj Fortun Garses.
Deca Himena i Sanče:
- Garsija (ubio je majku[2])
- Sančo
- Dadilda, čiji je muž bio valija Musa Asnar ibn el-Tavil[3]

Himeno je imao i konkubinu koja mu je rodila sina takođe nazvanog Garsija.